# Schweighausen
Schweighausen ist eine Ortsgemeinde im Rhein-Lahn-Kreis in Rheinland-Pfalz. Sie gehört der Verbandsgemeinde Bad Ems-Nassau an.

## Geographie
Schweighausen liegt im westlichen Hintertaunus zwischen dem Südufer der unteren Lahn und dem Rhein.

## Geschichte
Schweighausen wird bereits 1255 als Besitz von Burg und Hof Nassau erwähnt. Die Freiherrn vom Stein (seit 1409 Lehnsträger der Grafen von Nassau) waren von 1613 bis 1804 reichsunmittelbare Herren des Dorfes als Teil der Herrschaft Stein zu Nassau. 1806 wurde der Ort dem Herzogtum Nassau zugeordnet, das 1866 vom Königreich Preußen annektiert wurde. Seit 1946 ist Schweighausen Teil des Landes Rheinland-Pfalz.
Die Einwohnerschaft entwickelte sich im 19. und 20. Jahrhundert wie folgt: 1843: 150 Einwohner, 1927: 227 Einwohner, 1964: 206 Einwohner.

## Politik

### Gemeinderat
Der Gemeinderat in Schweighausen besteht aus sechs Ratsmitgliedern, die bei der Kommunalwahl am 9. Juni 2024 in einer Mehrheitswahl gewählt wurden, und dem ehrenamtlichen Ortsbürgermeister Stefan Hofmann als Vorsitzendem.

### Bürgermeister
Stefan Hofmann wurde am 3. Juli 2024 Ortsbürgermeister von Schweighausen. Bei der Direktwahl am 9. Juni 2024 war er mit einem Stimmenanteil von 86,0 % gewählt worden.
Hofmanns Vorgängerin Sonja Puggé war zuletzt 2019 wiedergewählt worden und trat 2024 nicht erneut an.

### Wappen
| Wappen von Schweighausen | Blasonierung: „In Gold eine rote Marke (Pfeil mit Querbalken, daran rechts ein Abstrich, links ein Bogen abwärts den Pfeilstab durchziehend).“ |
| Wappen von Schweighausen | Wappenbegründung: Dieses Schweighäuser Ortszeichen zeigt sich auf einem alten Gemarkungsgrenzstein. Der Ort ist schon im 14. Jahrhundert als nassauisches Lehen der Herren vom Stein nachzuweisen und bis 1806 steinscher Besitz geblieben. Die Farben des Wappens sind daher nach denen der Freiherren vom Stein ergänzt. Das seit 1550 bezeugte Gericht Schweighausen hat eigene Siegel nicht besessen. Erst nach ihrem Übergange an Nassau hat die Gemeinde seit 1816 Siegel geführt, die jedoch auf ein Bild verzichten. |

## Sehenswürdigkeiten
- Evangelische Kirche mit spätromanischem Westturm

Siehe auch:
- Liste der Kulturdenkmäler in Schweighausen
- Liste der Naturdenkmale in Schweighausen

## Sonstiges
Durch Schweighausen führt der Deutsche Limes-Radweg. Er folgt dem Obergermanisch-Raetischen Limes über 818 km von Bad Hönningen am Rhein nach Regensburg an der Donau.